# Astyanax
Astyanax (řecky Ἀστυάναξ, latinsky Astyanax) je v řecké mytologii synem Hektora, hrdiny trojské války a vrchního velitele trojských vojsk.
Jeho matkou byla Andromaché, milující manželka a matka, věrná, spolehlivá, vznešená. Osud jim ale nepřál dlouhý a spokojený život.
V desátém roce trojské války byl Astyanax, kterému také říkali Skamandrios, jenom roztomilé nemluvně. Když Řekové dobyli a zpustošili Tróju, sešla se jejich válečná rada, aby rozhodla, jak naložit s členy královské rodiny. Odysseus doporučoval, aby potomci krále Priama byli do jednoho vyhubeni, ostatní však nechtěli nemluvně zabít. Věštec Kalchás však prohlásil, že pokud chlapec zůstane naživu, pomstí své rodiče i své město. To rozhodlo. Poté Odysseus shodil Astyanakta z hradeb. Jiné verze tento hrůzný čin připisují Neoptolemovi, který získal matku dítěte, Andromachu, jako válečnou kořist do otroctví.
Tak přišel o život poslední potomek zakladatele Tróje, Íla. Tím skončily velké naděje jeho otce Hektóra, který v něm viděl příštího velkého vládce nad celou zemí, uctívaného a milovaného svým lidem.